# Ghost Machine (banda)
Ghost Machine es un grupo musical de los Estados Unidos. La banda es también conocida por tener dos miembros de Motograter, el vocalista Ivan Moody (apodado "Ghost"), actualmente vocalista de Five Finger Death Punch y el baterista Chris "Crispy" Binns, y John Stevens de The Clay People.

## Historia
Ghost Machine se forma cuando el vocalista Ivan Moody y el guitarrista John Stevens se conocen en XM Radio. La banda de Ivan Motograter, anteriormente había firmado con Elektra Records, Ivan hace una presentación al aire, cuándo John, un productor de XM Radio. Impresionado con la habilidad de Ivan, pensó que se lograría una gran música junto con lo que escribió con su proyecto previo.
Después de varias grabaciones, el baterista Chris Binns de Motograter se unió, junto con el programador y tecladista Brett Davis y finalmente el bajista Mike McLaughlin.
La banda lanzó su autotitulado álbum debut Ghost Machine el 26 de julio de 2005 vía su propio sello "Black Blood Records". El álbum fue coproducido por Pete Murray (Lo-Pro).
El 21 de diciembre de 2005, la banda firmó con el sello independiente. Corporate Punishment Records.
El segundo álbum de la banda Hypersensitive se lanzó el 21 de noviembre de 2006, El álbum presenta diez canciones que no se vieron en su álbum previo.
La canción "Siesta Loca" sale en la banda sonora de Saw III
Ivan Moody deja de aparecer en el listado de miembros en el MySpace de la banda. Cuando se le pregunto si volvería a trabajar con Ghost Machine el lo negó, diciendo: "No lo se, Ghost Machine fue algo en donde no me diverti . Muchos amigos buenos implicaron. Pero nunca se pretendio ser enorme o incluso una banda. Literalmente hicimos 20,000 copias de eso. Fue solo como una liberacion espiritual mas para llamar la atención de alguien."

## Miembros
- John Stevens – Guitarras, Programación
- Stitch – Bajos
- Chris Binns – Batería
- Brett Davis – Electrónica, Teclados, Programación
- Dillz Muesca – Voces

### Anteriores
- Mike McLaughlin – Bajos
- Ivan Moody – Voz

## Discografía
| Fecha de Lanzamiento    | Título         | Sello discografico   |
| 26 de julio de 2005     | Ghost Machine  | Black Blood          |
| 21 de noviembre de 2006 | Hypersensitive | Corporate Punishment |